# Campo de beisebol

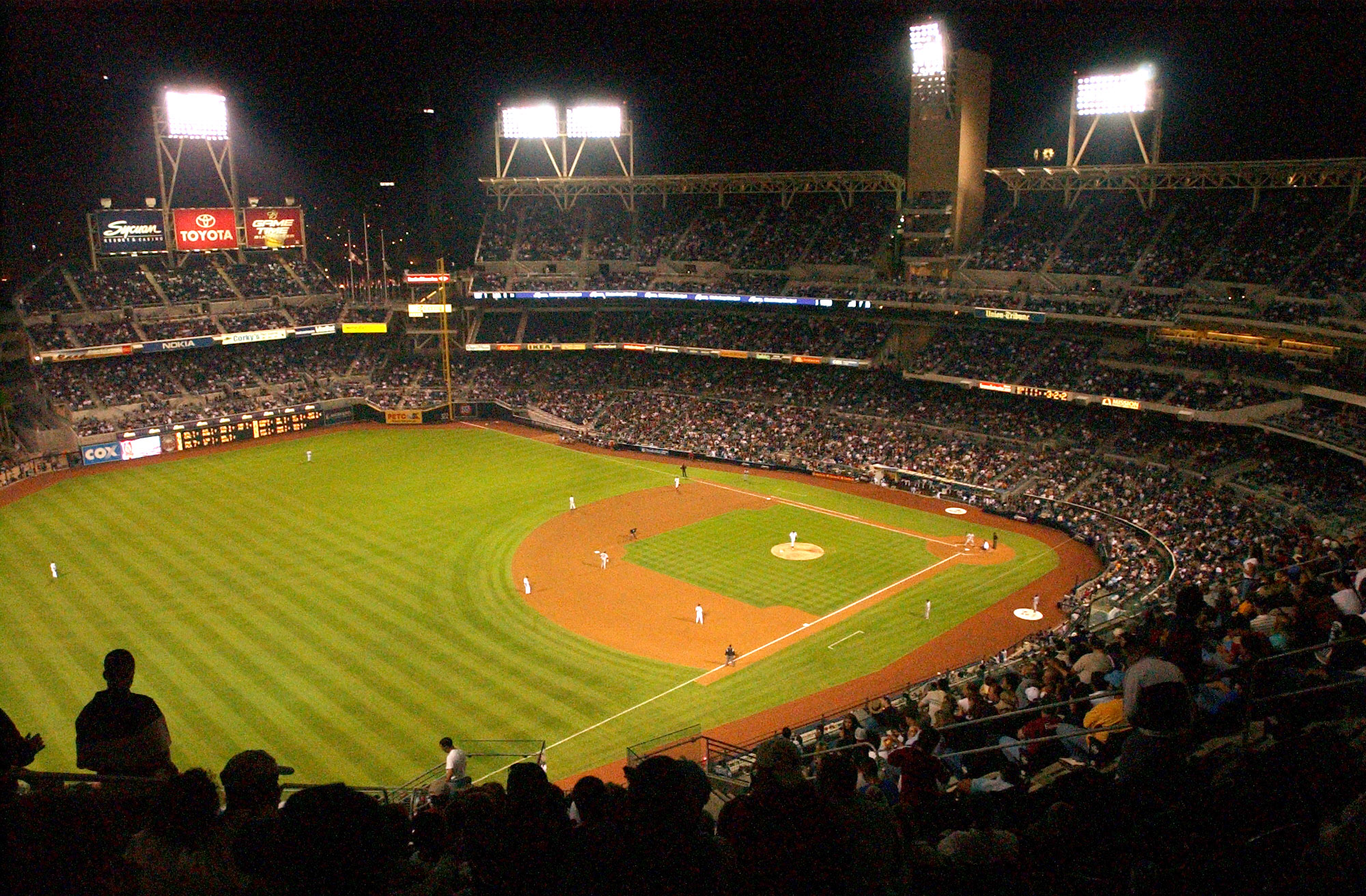
O diamante de beisebol no Petco Park em San Diego, campo dos Padres, visto das arquibancadas do campo direito.

Um campo de beisebol, também chamado de ball field ou diamante de beisebol, é um campo no qual o jogo de beisebol é jogado. O termo também pode ser usado como metonímia para um estádio de beisebol.

## Especificações
Ao menos onde anotado, as especificações discutidas nesta seção se referem aquelas descritas no guia Official Baseball Rules, sob as quais a  Major League Baseball é jogada.

Diagrama de um campo de beisebol

O ponto inicial da maior parte da ação em campo é o home plate, que é uma laje com cinco lados de borracha branca, um quadrado de 17 polegadas (43,2 cm) com dois dos cantos removidos, fazendo com que uma borda tenha 17 polegadas (43,2 cm), dois lados adjacentes tem 8,5 polegadas (21,6 cm) e os dois lados restantes tem 12 polegadas (30,5 cm) em um ângulo que fazem uma ponta. Adjacente aos lados do home plate existem dois  quadrados com 8.5-polegadas (21,6 cm), chamados de batter's box (ou caixa do rebatedor). Os outros três cantos do quadrado, no sentido anti-horário a partir do home plate, são chamados de primeira base, segunda base e terceira base. Três bolsas de lona de 15 polegadas (38 cm) marcam as três bases. Estas três bolsas juntamente com o home plate formam os quatro pontos nos cantos do infield.
Todas as bases, incluindo o home plate, encontram-se inteiramente dentro do território válido. Portanto, qualquer bola rebatida que toque estas bases estão necessariamente em território válido. Enquanto as bolsas da primeira e da terceira bases estão posicionadas de modo que estejam dentro do quadrado de 90 pés (27,5 metros) formado pelas bases, a bolsa da segunda base é colocada de modo que seu centro (diferente da primeira, terceira e home plate) coincida exatamente com o "ponto" do quadrado do infield de 90 pés (27,5 m). Assim, embora os "pontos" das bases tenham 90 pés (27,5 m) de distância, a distância física entre cada par sucessivo de marcadores de base é mais próxima de 88 pés (26,8 m).
As linhas do home plate para a primeira e terceira bases se estendem à cerca mais próxima, suporte ou outra obstrução e são chamadas de linhas de falta (foul lines). A porção do campo de jogo entre (e incluindo) as foul lines é território válido; o restante é "foul territory." A área dentro do quadrado formado pelas bases é chamada de infield; o território válido fora do infield é conhecido como outfield. A maioria dos campos de beisebol são fechados com uma cerca que marca a borda externa do campo. A cerca é normalmente colocada a uma distância que varia de 300 a 420 pés (91 a 128 metros) a partir do home plate. A maioria dos campos de beisebol profissionais e do universitário tem postes à direita e à esquerda chamados  foul pole. Estes postes estão na intersecção das foul lines nos respectivos términos das cercas. Além disso, uma bola rebatida que, em voo, toque o foul pole é uma bola em jogo e o rebatedor ganha o home run.

## Campo interno
O campo interno de beisebol é a área dentro das quatro linhas de base de 90 pés (60 pés para jovens de 12 anos de idade ou menos) junto com suas respectivas bases. 

### Primeira base

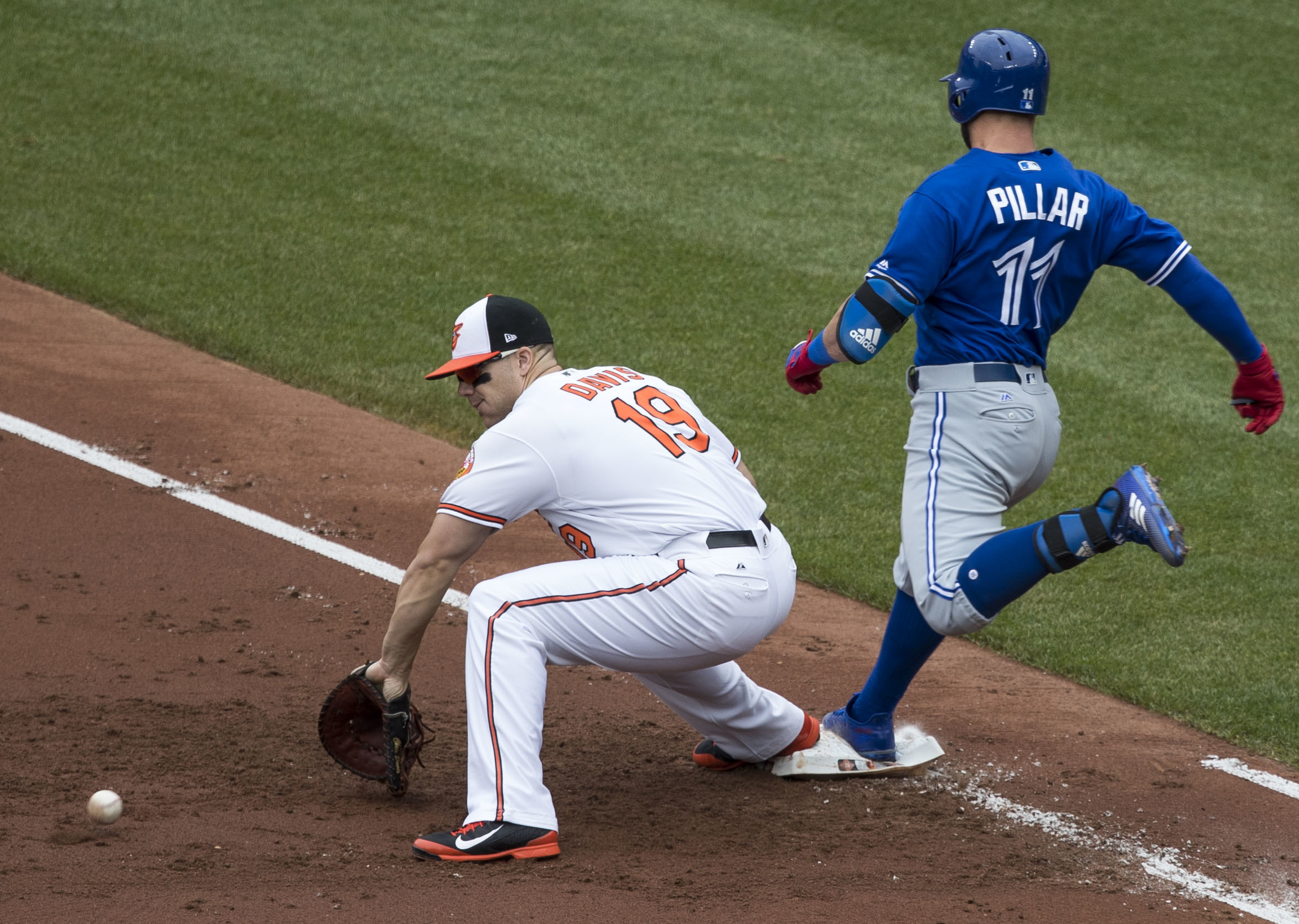
Kevin Pillar do Toronto Blue Jays chegando à primeira base.

A primeira base é a primeira das quatro bases que devem ser tocadas por um jogador da equipe de ataque a fim de anotar uma corrida. Diferentemente de quando um jogador ofensivo alcança a segunda ou terceira bases, é permitido que o rebatedor-corredor passe correndo pela primeira base (tocando-a) sem ser eliminado. Após o contato feito com a primeira base, o batedor-corredor pode desacelerar e retornar a primeira base, com tanto que ele não faça nenhum movimento ou tentativa de avançar a segunda base. O corredor não pode pode sofrer tag se estiver tocando a base com qualquer parte do corpo.
O homem de primeira base é o jogador defensivo responsável pela área próxima a primeira base. Normalmente o profissional da primeira base é um jogador alto e lento ao correr. Um primeira base alto representa um alvo maior onde os campistas possam arremessar, e sua altura lhe dá um alcance maior em bolas arremessadas erroneamente. Jogadores que são canhotos são preferíveis para a primeira base pelas seguintes razões: é mais fácil para um canhoto apanhar um arremesso de pick-off vindo do arremessador e fazer o tag no corredor; e é mais fácil para um canhoto conseguir arremessar para a segunda base para uma eliminação dupla dos tipos 3-6-3, 3-6-4 ou 3-6-1. Além disso, um primeira base destro, quando se prepara para receber um arremesso de um defensor interno, executa um meio-pivô próximo a base; este é um movimento que um canhoto não precisa fazer. Existem três posições de campo interno que podem efetivamente ser ocupada por jogadores destros: 2ª base, 3ª base e shortstop. Isto por causa do tempo que leva para fazer o pivô e lançar a bola. Um jogador canhoto leva mais tempo para fazer este pivô e em um jogo de alto nível das grandes ligas, o tempo é crítico. Como resultado, existem menos posições em que um jogador canhoto pode ocupar, e se este jogador não é rápido, o campo externo pode não ser uma boa escolha.
No sistema de numeração usada no beisebol para se anotar as jogadas defensivas, o homem de primeira base é assinalado com o número '3'.

### Segunda base

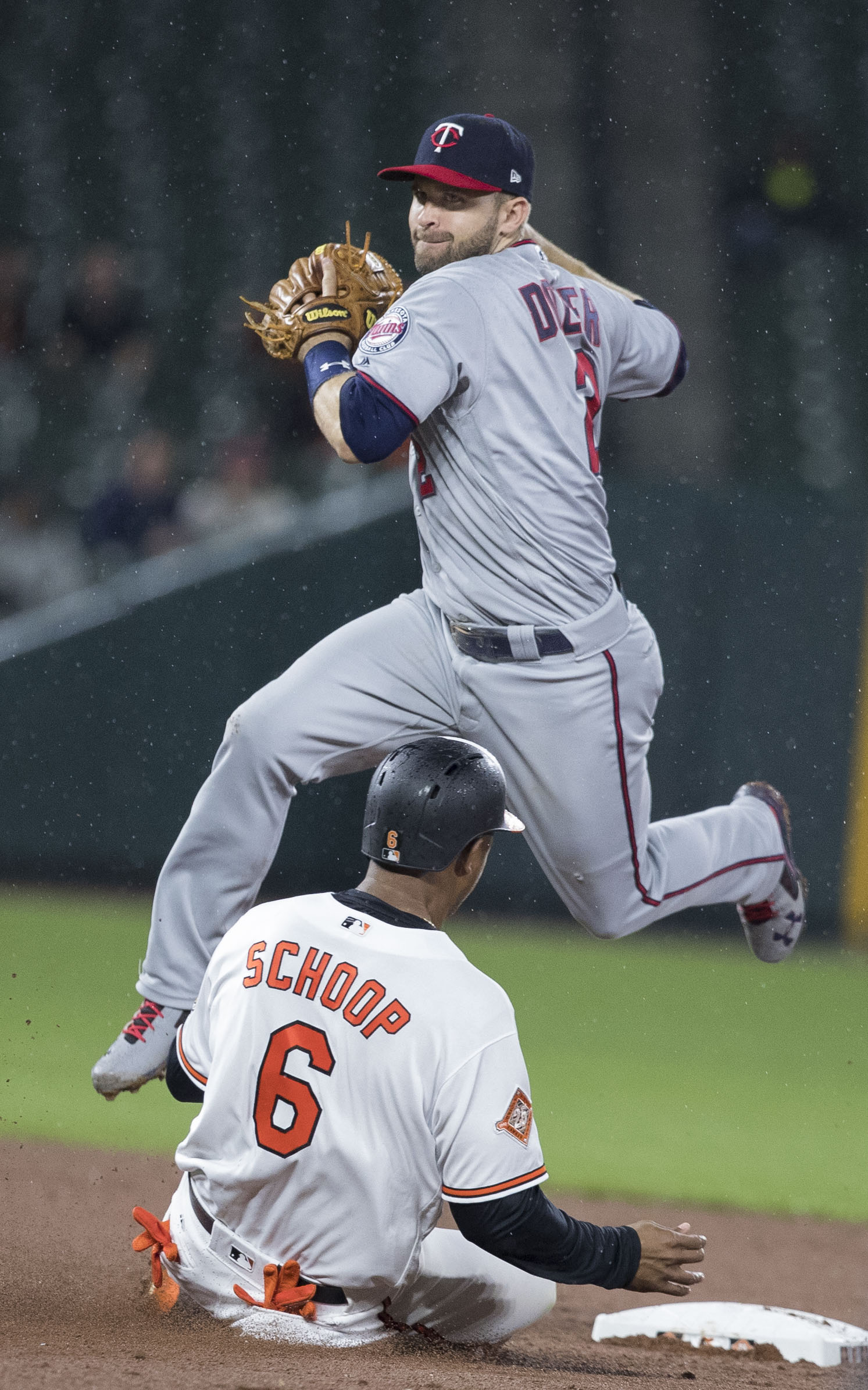
Jonathan Schoop do Baltimore Orioles chegando à segunda base.

A segunda base é a segunda das quatro estações de um diamante de beisebol que deve ser tocada para que um corredor anote corrida. A segunda base ié normalmente defendida pela homem de segunda base e o shortstop. A segunda base é também conhecida como keystone sack. Um corredor na segunda base é tido como estando em "posição de anotar corrida", devido à alta probabilidade de chegar ao home plate e marcar uma corrida vindo da  segunda base na maioria das rebatidas. Sendo a segunda base a mais distante do home plate, é um alvo comum do roubo de base. O corredor não pode ser  eliminado por tag se ele está tocando a base com qualquer parte do corpo.
Normalmente, o homem de segunda base possui mãos e pés rápidos além da habilidade de lançar a bola rapidamente e com precisão. Um destes jogadores que guardam a segunda base a cobre enquanto o outro tenta alcançar a bola. Ambos jogadores devem se comunicar bem para conseguirem uma double play. Agilidade particular é necessária para o homem de segunda base em situações de double play. No sistema de numeração usada para anotar jogadas defensivas, o homem de segunda base é assinalado com o número 4 e o shortstop com o número 6.

### Terceira base

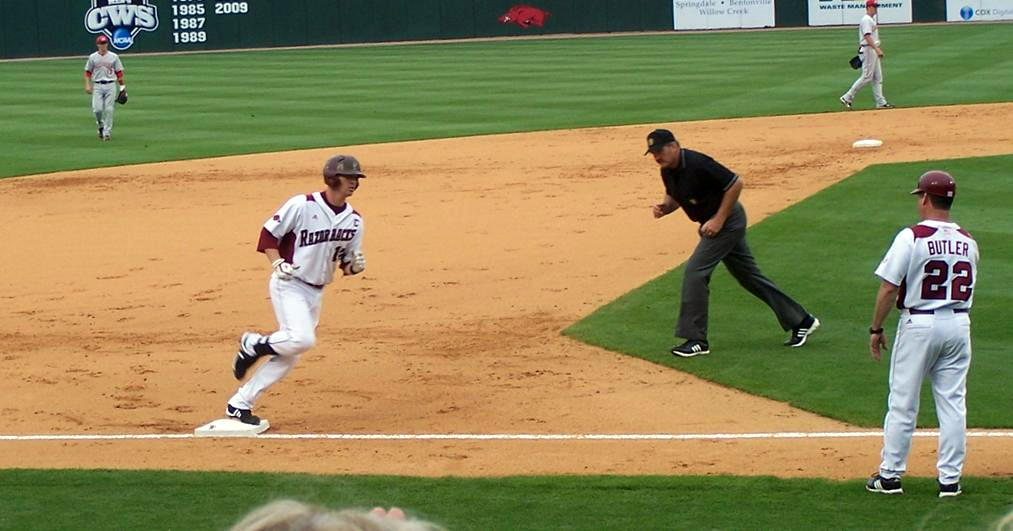
Andy Wilkins próximo a terceira base após rebater um home run pelo Arkansas Razorbacks.

A terceira base é a terceira das quatros bases em que o corredor deve tocar em sentido anti-horário para anotar uma corrida. Muitas bolas rebatidas que resultam na eliminação do rebatedor (como o fly de sacrifício) pode, no entanto, permitir que um corredor chegue ao home plate e anote uma corrida vindo da de terceira base, desde que ele alcance o home plate antes que um terceiro jogador seja eliminado. Um corredor na terceira base é portanto particularmente valioso para a equipe que está no bastão quando menos que dois jogadores já tenham sido eliminados. O corredor não pode ser eliminado por tag se ele está tocando a base com qualquer parte do corpo.
O homem de terceira base é o jogador defensivo cuja responsabilidade é defender a área próximo à terceira base. Um homem de terceira base ideal possui reações rápidas em bolas rebatidas e um braço forte para fazer longos lançamentos até a primeira base. A distância da 3ª para a 1º é por volta de 127 pés (38,70 metros). No sistema de numeração usado para anotar jogadas defensivas, o homem de terceira base é assinalado com o número 5.

### Home plate

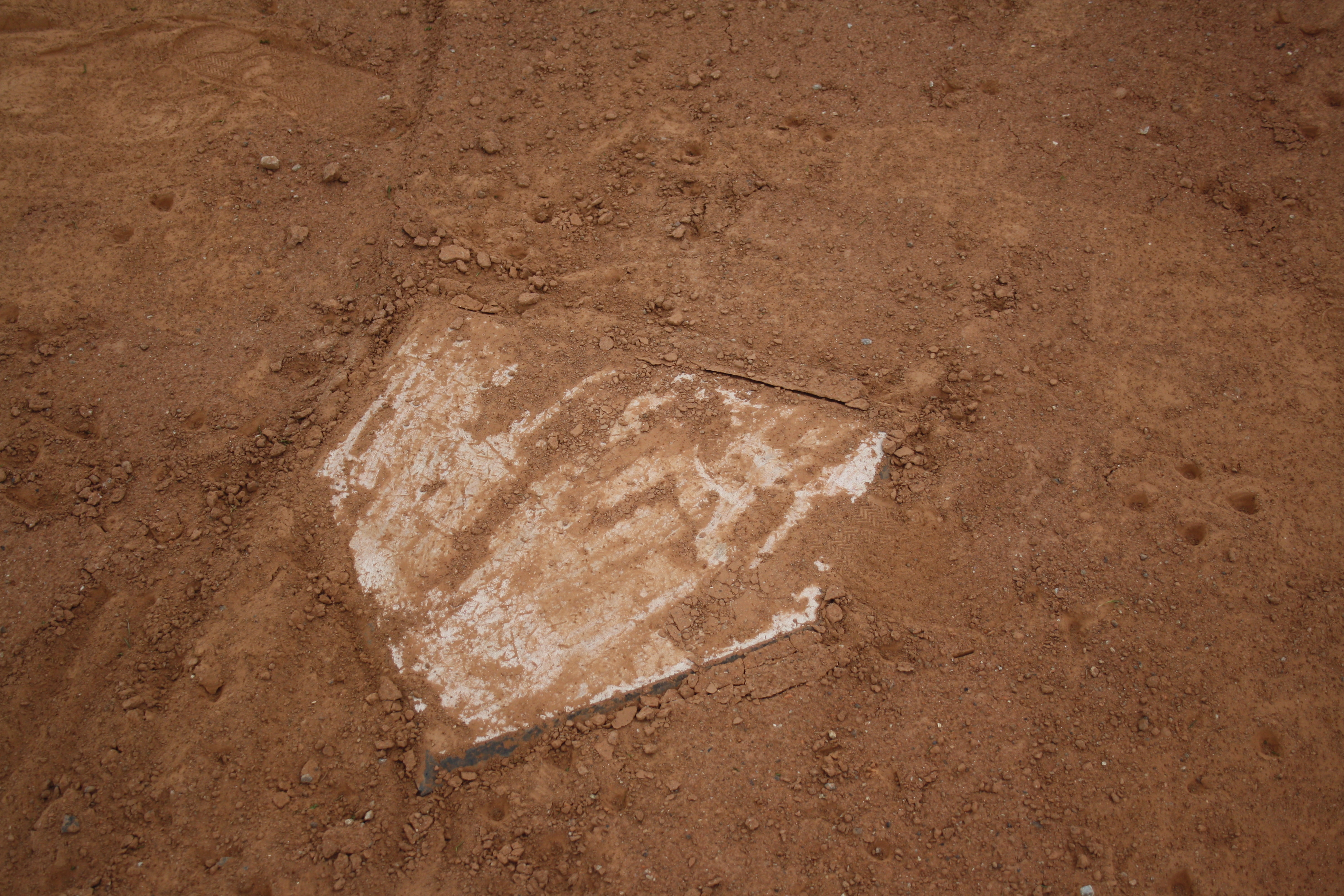
Home plate de um campo de beisebol

O home plate, formalmente designado home base nas regras, é a base final que um jogador deve tocar para anotar uma corrida. Ao contrário das outras bases que são quadradas, o home plate é uma laje de borracha branca com cinco lados que é colocada no nível do campo. O uso de borracha foi desenvolvido por Robert Keating, que arremessou em um jogo pelo Baltimore Orioles em 1887. Antes de se adotar a borracha o plate era perigosamente feito de pedra, ferro ou madeira.
As dimensões do home plate são: 17 polegadas (43,2 cm) na frente, 8,5 polegadas (21,6 cm) de cada lado, com um fundo triangular de dois lados com 12 polegadas (30,5 cm). As bordas traseiras estão em ângulo de 45 graus, fazendo uma ponta na parte de trás. A placa é branca e rodeada por uma faixa preta de 3/4 polegadas (1,9 cm) de largura. O plate está inteiramente em território "válido", com as duas bordas traseiras alinhadas com as foul lines do campo direito e esquerdo. Os requisitos de comprimento e ângulo para o home plate exigem que não seja um pentágono regular; é um retângulo com 17 polegadas por 8.5 polegadas (43,2 x 21,6 cm) com um triângulo isósceles com base de 17 polegadas (43,2 cm) e lados iguais de 12 polegadas (30,5 cm) anexada às costas.
De 50 a 100 pés (15 a 30 metros) atrás do home plate está o backstop, que é um muro ou cerca que tem o propósito de parar wild pitches,  passed balls e foul balls e proteger os espectadores sentados atrás do home plate.

### Caixa do rebatedor e caixa do receptor

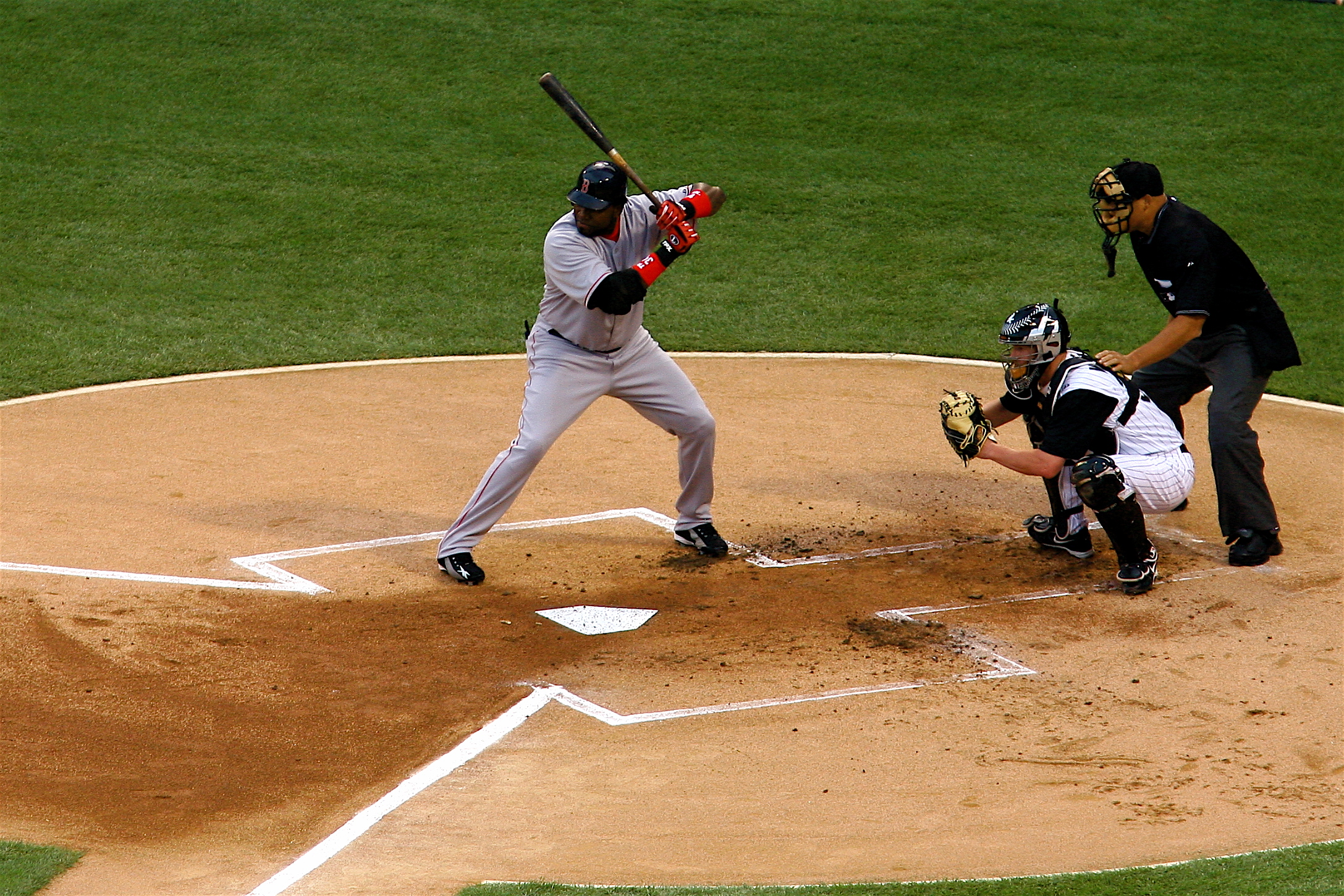
David Ortiz (de cinza) do Boston Red Sox parado na caixa do rebatedor para canhotos no U.S. Cellular Field contra o Chicago White Sox em 7 julho de 2006.

A caixa do rebatedor (em inglês batter's box) é o local onde o rebatedor fica quando está pronto para receber o arremesso do pitcher. Normalmente é desenhado com  giz na terra que rodeia o home plate, e os lados internos das caixas são molhadas antes de cada partida.
As linhas desenhadas em giz que delimitam as duas foul lines sõ raramente estendidas até os batter's boxes. Entretanto, estas linhas conceitualmente com o propósito de facilitar os umpires julgar se uma bola rebatida é válida ou foul. Além disso, as bordas dos batter's boxes muitas vezes não são colocadas com giz. De maneira similar, embora não marcada, estas linhas continuam a existir para a finalidade das regras relativas aos batter's box e a posição do rebatedor em relação a ela.
Exitem dois batter's boxes, um de cada lado do home plate. Os batter's boxes tem 4 pés (1,2 m) de largura e 6 pés (1,8 m) de comprimento. Os batter's boxes estão centradas longitudinalmente no centro do home plate com a linha interna de cada batter's box 6 polegadas (15,24 cm) da borda traseira do home plate. Um rebatedor destro ficará na caixa do lado esquerdo do home plate na perspetiva do catcher e do umpire. Um jogador canhoto ficará na caixa do lado direito. Um rebatedor pode ocupar apenas um caixa por vez ao bastão e não pode legalmente deixar a caixa  após o lançamento ou após o arremessador ter começado seu movimento. Se o rebatedor desejar deixar a caixa uma vez que o arremessador esteja preparado para o arremesso com o pé na laje de borracha do montinho, ele deve primeiramente pedir tempo ao umpire. Tempo não será concedido se o pitcher já tiver começado seu movimento de arremesso. Para regras relacionadas ao batter's box, veja Regras 6.05 e 6.06 da Official Baseball Rules.

## Postes de falta

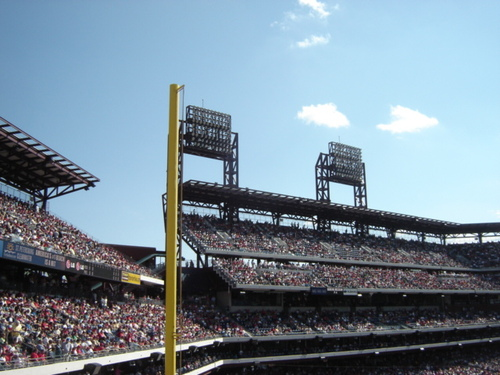
Um dos dois postes de falta no Citizens Bank Park, Filadélfia.

O postes de falta (em inglês foul poles) se presentes, ajudam os umpires julgar se uma bola voadora rebatida sobre a linha da cerca é foul (não em jogo) ou válida (um home run). Os postes são extensões verticais das foul lines na borda do campo de jogo. A borda externa das linhas de falta e foul poles  definem o território foul. Ambas linhas e postes estão em território válido, em contraste com o futebol americano e basquetebol, onde as linhas que marcam os limites estão fora dos limites.
Antes de 1920, as foul lines se estendiam indefinidamente; um rebatedor era recompensado com um home run apenas se uma bola voadora fora de campo era válida onde aterrizasse, ou "quando vista pela última vez" pelo umpire. Agora, uma bola rebatida que deixe o campo em voo é julgada válida ou foul no ponto onde deixou o campo. Portanto, uma bola voadora que passa no lado válido de um foul pole, ou atingir um foul pole, é um home run,  independentemente de onde a bola vá depois.
Os foul poles são tipicamente muito mais altos que as cercas ou muros do campo externo, e muitas vezes tem uma tela ao longo do lado válido do poste.
Isso ajuda ainda mais o julgamento dos árbitros, pois uma bola que bate nesta tela é um home run. Ainda assim, pode ser uma decisão difícil, especialmente em estádios sem arquibancadas no campo externo atrás dos postes para fornecer perspectiva. O Wrigley Field é notório por discussões
longas, pois as bolas voadoras para o campo esquerdo normalmente viajam mais alto que os foul poles.
Em estádios da Major League Baseball, os foul poles são normalmente amarelos. Os do Citi Field são laranjas. No Rogers Centre, não existem  foul poles, mas grandes redes suspensas do telhado servem a mesma finalidade. No Petco Park, não há foul pole no campo esquerdo; a função do poste é feita por uma tira de metal amarela ao longo da esquina do edifício Western Metal Supply Co.

### Montinho do arremessador

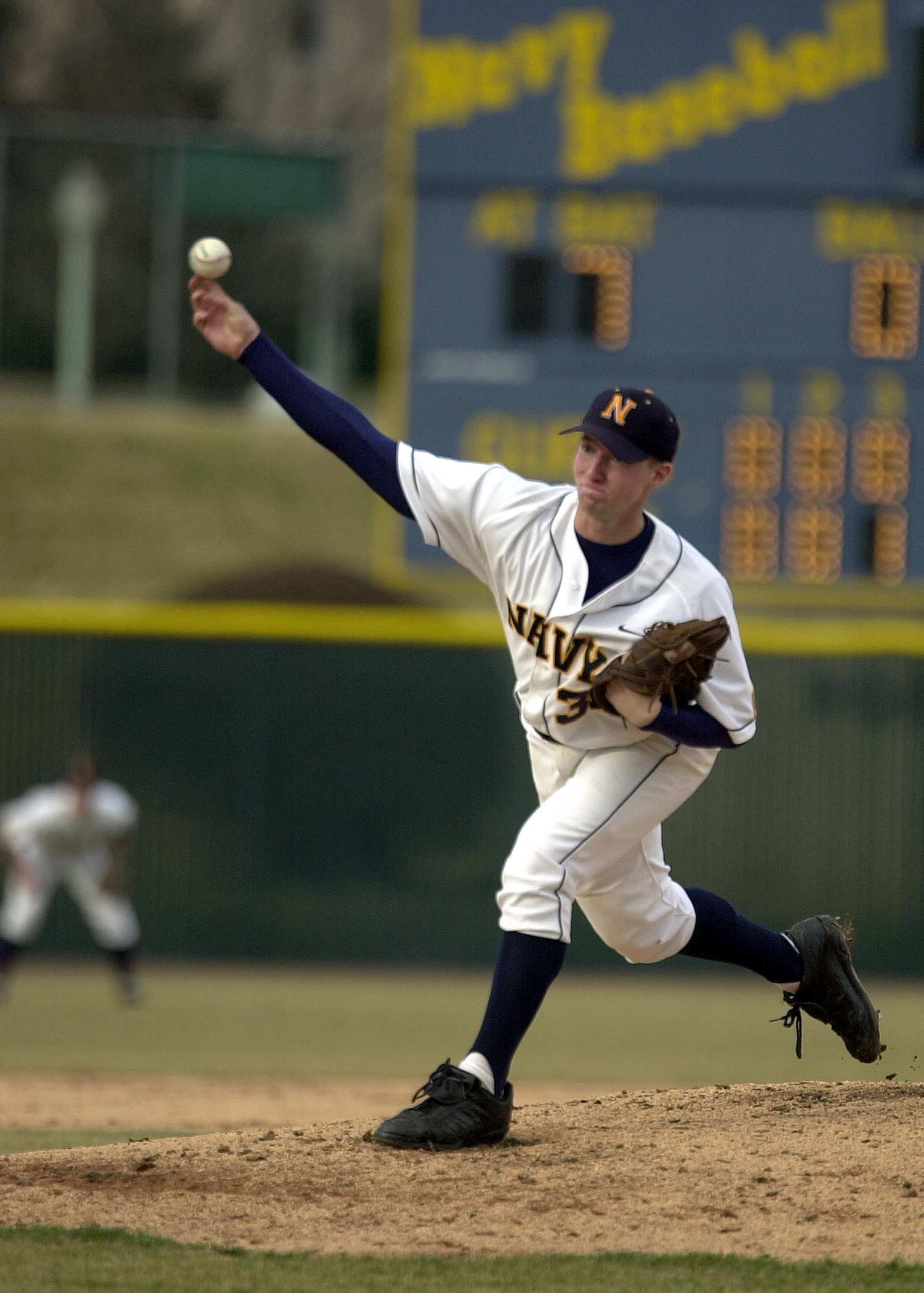
O arremessador se move para frente da laje de borracha enquanto faz o lançamento

Mais ou menos no meio do quadrado, equidistante entre a primeira e terceira bases, e um pouco mais perto do home plate do que da segunda base, está um pequeno monte artificial chamado de montinho (ou pitcher's mound no original). Ali é onde o arremessador fica quando arremessa a bola. No topo do montinho está uma laje de borracha branca, chamada pitcher's plate ou pitcher's rubber. Ele mede 6 polegadas (15 cm) de frente para trás e 2 pés (61 cm) em toda extensão, à frente da qual está exatamente 60 pés e 6 polegadas (18,44 metros) da borda traseira do home plate. Esta distância peculiar foi estabelecida pelos criadores da regra em 1893, não devido a um erro clerical ou topográfico como o mito popular diz, mas intencionalmente (mais detalhes na seção História).
Na Major League Baseball, um montinho regulamentado tem 18 pés (5,5 m.) de diâmetro, com seu centro distante 59 pes (18 m.) da boda traseira do home plate, na linha entre o home plate e a segunda base. A borda frontral do pitcher's plate ou rubber está 18 polegadas (46 cm) atrás do centro do montinho, fazendo com o ponto do meio da borda frontal fique a 60 pés e 6 polegadas (18,44 m) do ponto traseiro do home plate. Seis polegadas  (15,2 cm) em frente ao pitcher's rubber o montinho começa a inclinar-se para baixo. O topo do rubber não pode estar mais alto do que dez polegadas (25,4 cm) do que o home plate. De 1903 até 1968, este limite de altura era estabelecido em 15 polegadas (38,1 cm), mas muitas vezes foi um pouco maior, chegando até em 20 polegadas (51 cm.), especialmente para equipes que enfatizam o arremesso, tais como o Los Angeles Dodgers, que foi reputado como o que tinha o montinho mais alto das grandes ligas.
Um arremessador empurrará a borracha com o pé para ganhar velocidade em direção ao home plate quando fizer o movimento de arremesso. Além disso, um montinho mais alto favorece o arremessador. Com a vantagem da altura, o arremessador ganha mais alavanca e pode colocar mais velocidade descendente na bola, aumentando a dificuldade para o rebatedor atingir a bolar com o bastão. A decisão de abaixar o montinho em 1969 teve como objetivo "aumentar o número de rebatidas" mais uma vez, pois os arremessadores se tornaram mais e mais dominantes, atingindo seu pico no ano anterior;  1968 é conhecido entre os historiadores de beisebol como "O Ano do Arremessador". Esta regra restritiva aparentemente cumpriu seu objetivo, contribuindo com o aumento de rebatidas do beisebol moderno.
Manter o montinho é uma tarefa difícil para a equipe de jardinagem/manutenção dos estádios. Normalmente antes de todo jogo, ele é molhado para que a poeira não se levante. Nos campos amadores de beisebol, o montinho pode ser muito diferente das definições do livro de regras devido à erosão e tentativas de reparo. Mesmo nas grandes ligas, cada montinho ganha sua própria característica, é permitido que os arremessadores espalhem com o pé pedaços terra, assim esculpindo o motinho como preferir.
O arremessador pode manter atrás do montinho um saco de resina para secar suas mãos. As equipes da Major League Baseball também permitem limpadores dos cravos das chuteiras atrás do montinho. Isto pode ser uma placa plana, ou simplesmente uma ferramenta manual, como um pedaço de madeira usado para remover a lama e a sujeira dos cravos. Estes itens podem permanecer na parte de trás do montinho longe da vista dos umpire, reduzindo a possibilidade de interferência na decisão de uma jogada.

## Linha de base
Uma linha de base é uma linha direta entre duas bases adjacentes. As linhas de base não são desenhadas no campo, embora as foul lines sirvam para marcar as linhas de base entre o home plate e a primeira base e entre a terceira base e o home plate.

### Linha de corrida
Geralmente o corredor não precisa seguir a linha de base. Um corredor procurando avançar mais do que uma base, tipicamente faz uma curva, seguindo um caminho mais circular. Entretanto, este movimento do corredor é limitado quando a defesa tenta fazer o tag nele. No momento em que a defesa começa esta tentativa, o corredor deve seguir em linha reta de sua posição atual para a base que ele está tentando alcançar. Um corredor que se afasta a mais de três pés (90 cm.) da linha de base para evitar o tag, está eliminado.

### Faixa de corrida
No meio do caminho entre o home plate e a primeira base, e terminando na primeira base, há uma segunda linha desenhada em giz à direita da foul line. Esta segunda linha e parte da foul line correm em parelelo para formar a faixa de corrida que define o caminho em que rebatedor deve correr enquanto avança para a primeira base. A Regra 6.05(k) da Official Baseball Rules afirma que, se um rebatedor correndo para a primeira base corre fora da linha de corrida, e "fazendo isso" interfere o arremesso para o primeira base, então o rebatedor está automaticamente eliminado. A própria primeira base não está localizada na faixa de corrida, mas a Regra 6.05 permite que o corredor deixe a faixa de corrida "por meio de um passo ou deslize na vizinhança imediata da primeira base" para pisar a primeira base.

## Linha de grama

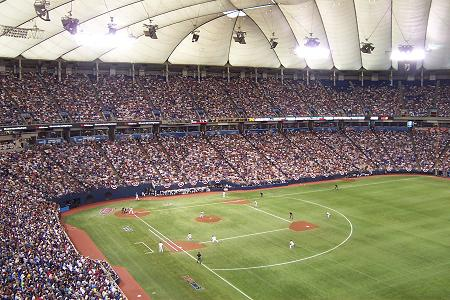
A linha de grama no H.H.H. Metrodome.

A linha de grama, onde a terra do campo interno termina e a grama do campo externo começa, não tem significado especial para as regras do jogo, mas pode influenciar no resultado de uma partida. As faixas de terra para corrida entre as bases (e ainda em alguns estádios, entre o arremessador e o catcher) existem desde o início do esporte, embora não sejam mencionadas nos livros de regras até por volta de 1950, e suas especificações são flexíveis. Além de fornecer um caminho para a corrida, as linhas de grama agem como ajuda visual aos jogadores, umpires e fãs que podem julgar melhor a distância do centro do diamante. Ocasionalmente a bola pode quicar erraticamente na área de terra ou na borda entre a terra e a grama. Muitos campeonatos de World Series (incluindo 1924, 1960 e 1986) foram decididos ou fortemente influenciados por pulos erráticos de bolas rasteiras.
Em estádios com grama sintética, a área de terra do campo interno era originalmente colocada apenas em volta das bases e em volta das áreas do arremessador e do rebatedor, e eram referidas como "sliding pits". Nesta configuração, a "linha de grama" é normalmente designada com um arco branco. Entre os estádios da Major League Baseball, o Rogers Centre foi o último estádio a manter este tipo de configuração e foi reconfigurado em 2016 com um campo interno todo coberto de terra.
Em alguns parques de beisebol universitário com grama sintética, todo o campo é coberto com grama, com partes do campo contendo terra ao contrário de meramente ser grama pintada com cor de terra.

## Campo externo
O campo externo ou outfield é coberto com uma grama mais grossa ou grama sintética. É onde os defensores externos jogam. As posições de jogo no outfield são campista direito, campista central e campista esquerdo (nomeados em relação à posição do rebatedor; portanto o campo esquerdo é atrás da terceira base e o campo direito é atrás da primeira base). Os outfields variam de tamanho e formato dependendo do tamanho total e formato do campo de jogo. O outfield se estende do campo interno até a parede do campo externo e inclui o warning track. Os outfields variam especialmente quando se compara os campos das ligas menores com os das grandes ligas. Os campos das ligas menores são menores em tamanho e tipicamente são cobertos com grama enquanto a maioria dos campos das grandes ligas são cobertos com grama sintética. Isto vale para os outfields do campos de colégio e universidades. Com o outfield sendo principalmente grama, as chuvas são mais propensas a ocorrer do que em campos onde o outfield é sintético.

### Faixa de aviso

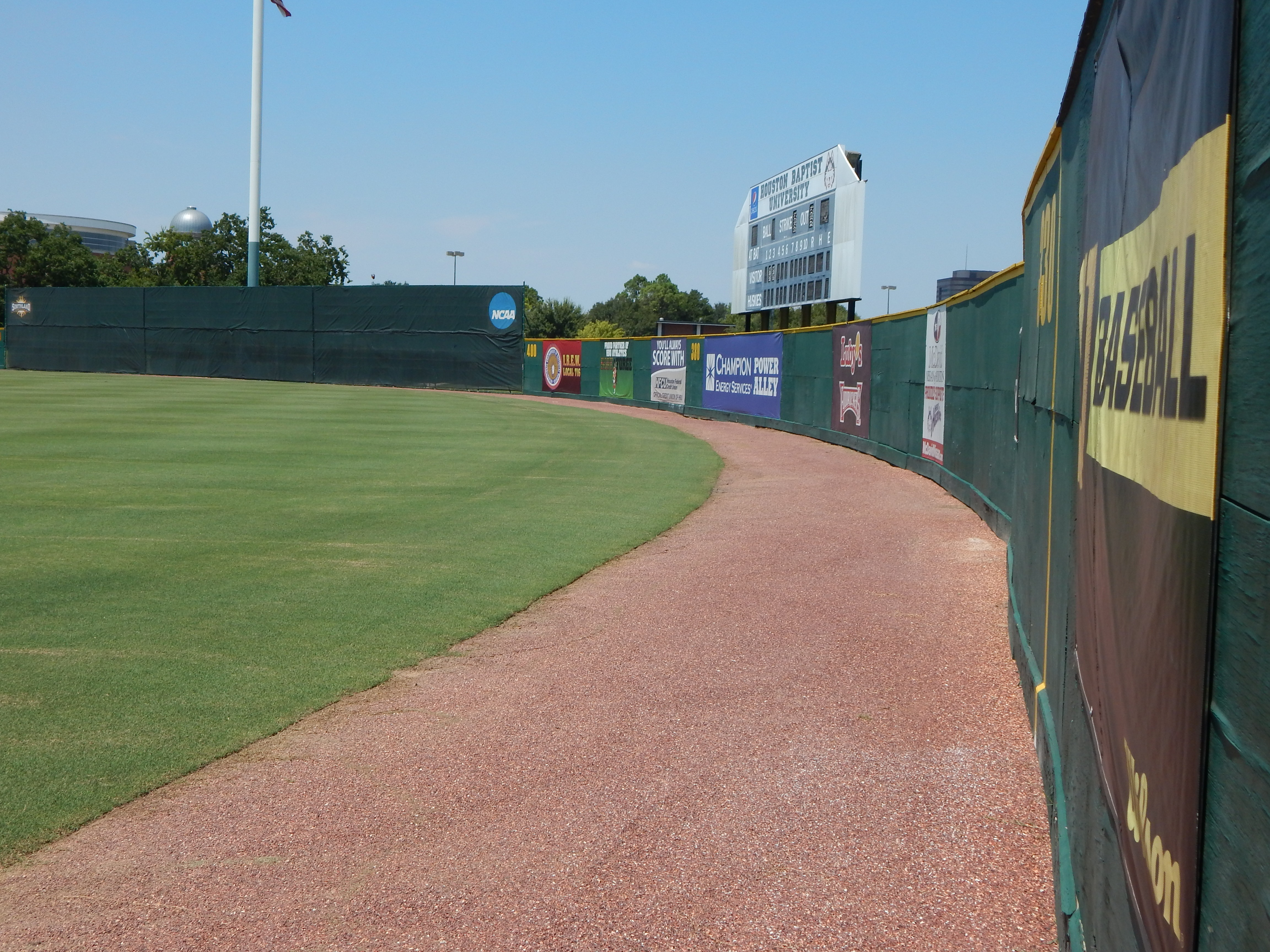
Faixa de aviso de terra no campo externo.

A faixa de aviso (em inglês warning track) é a faixa de terra que beira o campo de beisebol (especialmente em frente às cercas de home run e ao longo do lado direito e esquerdo do campo). Como a cor da warning track diferente do campo de grama, o campista externo pode permanecer focado em uma bola voadora próximo a parede e medir sua proximidade da cerca enquanto tenta apanhar a bola com segurança.
A largura do warning track não é especificada nas regras. É geralmente desenhada para dar por volta de três passos de aviso aos jogadores de alto nível usando o campo. As larguras típicas variam de seis pés (1,82 m.) nos campos de ligas menores até por volta de 10–15 pés (3 - 4,5 m) para universidades ou jogos de nível profissional. Um warning track tão amplo permite que os mantenedores do gramado evitem dirigir veículos de manutenção na grama.
A faixa pode ser composta por partículas de rocha finamente trituradas, como por exemplo cinzas, e por isso o locutor Bob Wolff a chamava de "cinder path" ou "caminho das cinzas" ao invés de "warning track".
A ideia de uma faixa de aviso se originou no Yankee Stadium, onde a faixa foi construída para ser usada em eventos de atletismo. Quando os designers do campo viram como a faixa ajudava os jogadores externos, logo se tornou uma característica de todo estádio.
Jogadores profissionais às vezes colidem com a parede na tentativa de apanhar a bola apesar do warning track. Por esta razão, as paredes do outfield são normalmente acolchoadas para segurança extra. A parede de tijolos do Wrigley Field é coberta apenas com hera, que obviamente não é macia. Entretanto, existem almofadas nas paredes nos cantos do campo direito e esquerdo.
Warning-track power é um termo depreciativo para um rebatedor que parece ter apenas o poder suficiente para acertar a bola até o warning track, mas não o suficiente para bater um home run. O termo geralmente refere-se a alguém ou a algo que é bom mas não o bastante para algo.

### Parede do campo externo

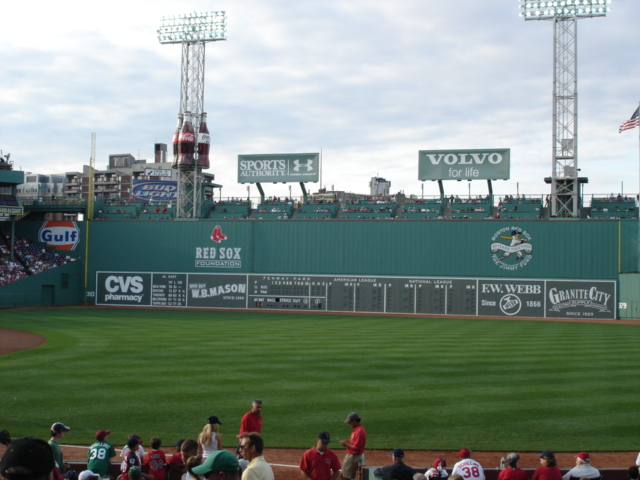
O Green Monster em 2006, mostrando o placar manual e os assentos. Em recentes mudanças, a parede mostra propagandas para caridade, outdoors acima dos assentos, e os placares dos jogos da divisão Oeste da American League.

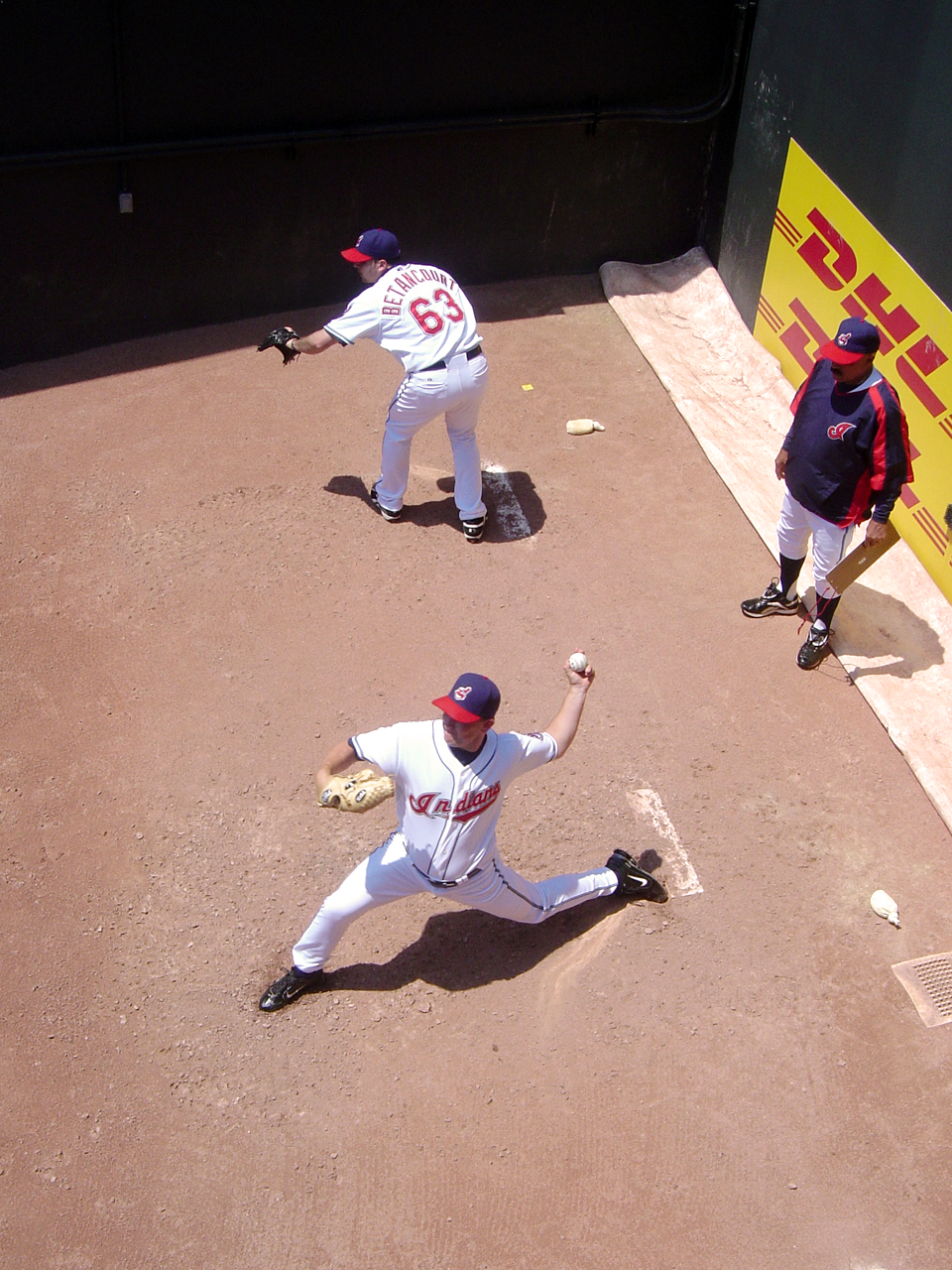
Arremessadores se aquecendo no bullpen

A parede do outfield ou cerca do outfield é a parede ou cerca que marca o limite externo do campo. Uma bola que passe por cima do muro em território foul é uma bola morta; se ela passa por sobre o muro em território válido enquanto em voo, é um home run. As regras oficiais não especificam o formato, altura ou composição do muro, ou ainda a distância obrigatória do home plate (embora a Major League Baseball exija uma distância mínima de 250 pés (76 metros) e recomende uma distância mínima de 320 pés (98 metros) dos foul poles e 400 pés (120 metros) do campo central. Como resultado, os campos de beisebol podem variar grandemente. O muro tem números afixados ou pintados que denotam a distância em pés daquele ponto do muro até o home plate. Nos estádios mais modernos, o muro é feito de algum material duro (e.g., concreto) com acolchoamento do lado do campo para proteção dos jogadores que possam colidir com o muro em alta velocidade enquanto tentam fazer uma jogada. Cercas de arame podem ser também incorporados ao muro em áreas onde o muro precise ser transparente, e.g., um bullpen no outfield, uma área de espectadores atrás do muro, ou para proteger o  placar incorporado ao muro. Muitos estádios apresentam uma linha amarela marcando o topo do muro facilitando o julgamento dos umpires se a bola passou sobre o muro ou se uma bola é válida ou foul.

## Locais de preparação

### Bullpen
O bullpen (algumas vezes chamado simplesmente de "the pen") é a área onde os arremessadores se aquecem antes de entrar no jogo. Dependendo do estádio, pode estar situado em território foul junto as linhas de base ou atrás da cerca do campo externo. Um reliever normalmente aguarda no bullpen quando ainda jogará em uma partida, ao invés de ficar no dugout com o resto do time. O arremessador titular da rotação também faz seu aquecimento pré-jogo no bullpen. Treinador podem chamar seus assistentes no bullpen através de telefones internos diretamente do dugout para pedir que determinado arremessador comece a se aquecer.
O "bullpen" é também usado para descrever um conjunto de arremessadores reservas.

### Círculos on-deck

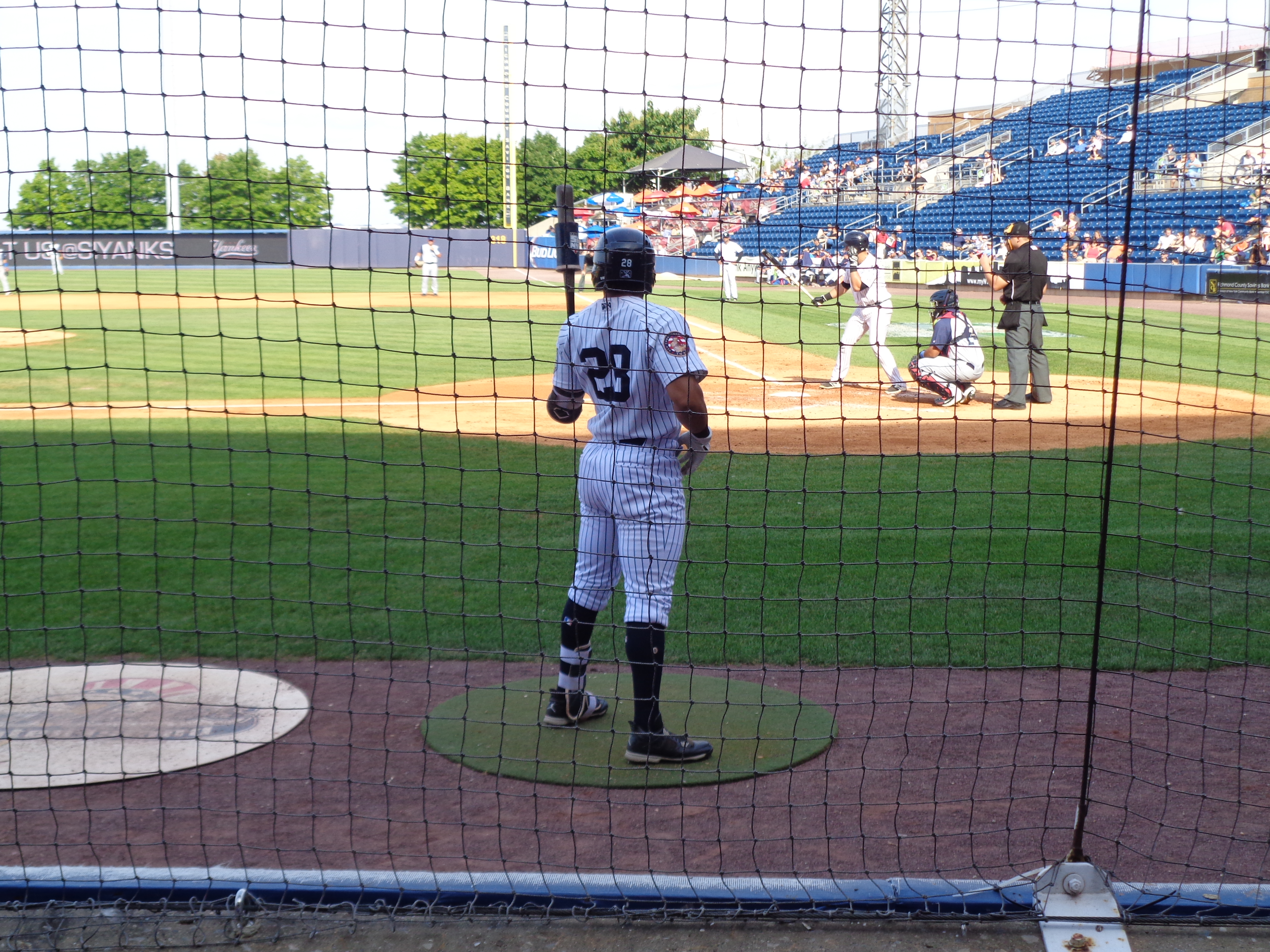
Rebatedor aguardando no círculo on-deck.

Existem dois círculos on-deck no campo, um para cada equipe, posicionados em território foul entre o home plate e o banco de reservas dos respectivos times. Eles são tecnicamente conhecidos como next-batter's boxes (caixas dos próximos rebatedores) . O círculo on-deck é onde o próximo rebatedor da ordem ou rebatedor "on-deck", se aquece enquanto espero pelo jogador que está ao bastão encerrar sua vez. O círculo on-deck é composto de terra, um círculo pintado em grama sintética ou ainda, especialmente no nível profissional, um tapete feito de material artificial, com o logotipo da equipe ou da liga pintado sobre ele.

### Caixa dos técnicos
As caixa do técnico (em inglês coach's boxes), localizada atrás da primeira e terceira bases, é onde os técnicos daquelas bases ficam, embora normalmente fiquem fora destas caixas. Isto é permitido contanto que o técnico não interfira na jogada e a equipe adversária não se oponha (nesse caso, o umpire deve garantir que todos os técnicos em ambas as equipes devam respeitar os limites das coach's boxes). As coach's boxes são marcadas com giz ou tinta. No princípio do beisebol, o termo "coacher's box" era usado, pois "coach" era usado como verbo. Como o termo "coach" evoluiu como um pronome, o nome da caixa também mudou.

## História
O layout básico do diamante mudou muito pouco desde as Regras Knickerbocker dos anos 1840. A distância entre as bases já estavam estabelecidas em 90 pés (27,5 m), que permanece ainda hoje. Com tentativa e erro, 90 pés (27,5 m) se estabeleceu como a distância ideal. 100 pés (30,5 m) daria muita vantagem à defesa e 80 pés (24 metros) muita vantagem para o ataque.
As Regras Knickerbocker originais não espeficavam a distância do arremesso explicitamente. Por volta do início das grandes ligas nos anos 1870, o arremessador era compelido a arremessar de uma "caixa" cuja borda frontal ficava a 45 pés (13,7 m) do "ponto" do home plate. Embora ele tivesse que soltar a bola antes de cruzar a linha, assim como os jogadores de críquete, ele também tinha que iniciar a soltura da bola de dentro da caixa; ele não poderia correr como os jogadores de críquete fazem. Além disso, o arremessador tinha que arremessar de baixo para cima (underhand). Por volta dos anos 1880, os arremessador tinham dominado o arremesso de baixo para cima—de fato, em 1880, houve dois jogos perfeitos em uma semana.
Em uma tentativa de "aumentar as rebatidas", a borda frontal do pitcher's box foi movida 5 pés (1,50 m) para trás em 1881, ficando a 50 pés (15 m) do home plate. O tamanho da caixa foi alterada nos anos seguintes. A permissão para que os arremessadores lançassem a bola de cima para baixo (overhand) começou em 1884, e isso aumentou o equilíbrio de forças. Em 1887, a caixa foi estabelecida com 4 pés (1,20 m) de largura e 5.5 pés (1,70 m) de profundidade, com a borda frontal ainda a 50 pés (15 m) do home plate. Entretanto, o arremessador foi obrigado a soltar a bola com seu pés de apoio à 55.5 pés (16,9 m) do home, restringindo assim de alguma forma a sua capacidade de "poder" da bola com o arremesso overhand.:96
Em 1893, a caixa foi substituída pelo pitcher's plate, embora "the box" seja ainda o termo atual usada como gíria para o local do arremessador no campo. Exatamente 5 pés (1,50 m) foram adicionados ao ponto onde o arremessador tem que pisar, novamente "para aumentar as rebatidas" (e na esperança de aumentar a plateia, como o interesse dos fãs havia diminuído), resultando na distância de arremesso aparentemente peculiar de 60.5 pés (18,4 m).:230
Muitas fontes sugerem que a distância do arremesso evoluiu de 45 para 50 e então para 60.5 pés. Entretanto, as duas primeiras distâncias eram o  "ponto de soltura" e a terceira é a "ponto de pressão", então o aumento de 1893 não foi tão dramático como muitas vezes é implícito; isto é, a alteração de regra de 1893 adicionou apenas 5 pés ao ponto de soltura da bola, não 10.5 pés (3,20 m).
Originalmente o arremessador lançava a bola em um terreno plano, mas com o passar do tempo o aumento do montinho foi desenvolvida, de alguma maneira, dando novamente vantagem aos arremessadores. Antes da metade do século 20, era comum os campos de beisebol incluírem um caminho de terra entre o montinho e o home plate. Esta característica é conhecida como "keyhole" (ou "buraco de fechadura") devido ao formato que se derivava. O keyhole era tão larga quanto o pitcher's box e se assemelhava a área do críquete conhecida como "cricket pitch" usada neste esporte. Algumas vezes este caminho se estende da área do rebatedor até o backstop. Quando o montinho arredondado do arremessador foi desenvolvido, o caminho se tornou mais  ornamental do que prático, e foi gradualmente diluído até ser amplamente abandonado pela década de 1950. Em recentes anos alguns estádios, tais como  Comerica Park e o Chase Field nas grandes ligas, tem revivido a característica por razões notálgicas.